# Erik King
Erik King, född 21 april 1963, är en amerikansk film- och TV-skådespelare, känd för sin roll som Sgt. Doakes på Showtimes TV-serie Dexter. Han spelade även Moses Deyell i HBO:s serie Oz. 
King var med i storfilmen National Treasure (2004) med Nicolas Cage, Sista utvägen (1998) med Michael Keaton och en rad andra filmer. Han har även gästat TV-serier som Malcolm - Ett geni i familjen, Förhäxad, CSI: Miami och Änglar bland oss. King har även medverkat i kriminaldraman som Matlock, På spaning i New York och På heder och samvete.

## Filmografi i urval
- 1998 – Sista utvägen
- 2000–2001 – Oz (TV-serie) (elva avsnitt)
- 2006–2012 – Dexter (TV-serie) (25 avsnitt)
- 2004 – National Treasure